# نيت لاندوير
نيت لاندوير (بالإنجليزية: Nate Landwehr؛ مواليد 7 يونيو 1988) هو مُقاتل فنون قتالية مختلطة أمريكي.

## وصلات خارجية
- نيت لاندوير على موقع يو إف سي (الإنجليزية)
- نيت لاندوير على موقع شيردوغ (الإنجليزية)
- نيت لاندوير على موقع Tapology.com (الإنجليزية)
- نيت لاندوير على موقع إي إس بي إن (الإنجليزية)
- نيت لاندوير على موقع IMDb (الإنجليزية)